# Parafia Przemienienia Pańskiego w Jastkowicach (rzymskokatolicka)
Parafia Przemienienia Pańskiego w Jastkowicach – parafia rzymskokatolicka znajdująca się w diecezji sandomierskiej w dekanacie Pysznica. 

## Historia
Erygowana została w 1925 roku przez biskupa Anatola Nowaka. Parafia od 2010 znajduje się w dekanacie Pysznica, w diecezji sandomierskiej. Do parafii Jastkowice należą również mieszkańcy wsi: Bąków, Chłopska Wola, Dębowiec, Kochany, Kuziory, Lipowiec, Ludian, Majdan, Moskale, Palenie, Radeczyna, Ruda Jastkowska, Ugory, Zaonie. W 2007 został wydany album z okazji 100-lecia poświęcenia kościoła.
Odpust w parafii odbywa się 6 sierpnia.

## Proboszczowie
- ks. Adam Węglarz (2010 – )
- ks. Tadeusz Mach (1971–2010)[4]
- ks. Józef Czech (1959–1971)[2]
- ks. Józef Śnieżek (1944–1959)[2]
- ks. Ludwik Kordyl (1935–1944)[2]
- ks. Jan Wojtasik (1928–1935)[2]
- ks. Edward Saletnik administrator (1927–1928)[2]
- ks. Kazimierz Kwaśny (1925–1926?)[2]